# Elisabeth von Urach

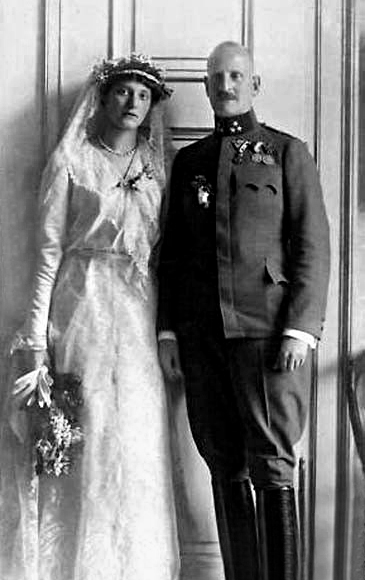
Hochzeit von Elisabeth Fürstin von Urach Gräfin von Württemberg und Prinz Karl Aloys von und zu Liechtenstein

Elisabeth Auguste Marie Florestine Luise, Fürstin von Urach, Gräfin von Württemberg, verheiratete Prinzessin von und zu Liechtenstein (* 23. August 1894 auf Schloss Lichtenstein; † 13. Oktober 1962 in Frauenthal/Steiermark) war die Gattin von Prinz Karl Aloys von und zu Liechtenstein.

## Leben
Elisabeth Fürstin von Urach war die zweite Tochter des Herzogs Wilhelm Karl von Urach (1864–1928) und seiner ersten Ehefrau Amalie Marie geb. Herzogin in Bayern (1865–1912). Sie ging bis 1909 auf die Katholische Höhere Töchterschule und danach bis 1911/12 auf das Königin-Charlotte-Gymnasium in Stuttgart. Nachdem ihre Mutter im Mai 1912 gestorben war, führte sie den väterlichen Haushalt, welcher sich in einem Palais an der Neckarstraße in Stuttgart befand, und übernahm die Erziehung ihrer jüngeren Geschwister. Das Vermögen des väterlichen Haushalts belief sich 1914 auf etwa acht Millionen Mark bei einem jährlichen Einkommen von 360.000 Mark.
Prinz Joachim von Preußen (1890–1920), der jüngste Sohn von Kaiser Wilhelm II., freite im Jahre 1913 erfolglos um sie. Herzog Wilhelm und Fürstin Elisabeth lehnten die Brautwerbung des Protestanten ab, da sie auf einer katholischen Erziehung späterer Kinder bestanden.
In den Jahren des Ersten Weltkriegs führte Fürstin Elisabeth eine umfangreiche Korrespondenz mit ihrem Vater, welcher im Rang eines Generalleutnants und Kommandeurs der 26. Infanterie-Division in Frankreich, Russland und Serbien diente. Die Briefe zwischen Herzog Wilhelm und seiner Tochter Elisabeth befinden sich heute im Hauptstaatsarchiv Stuttgart. Seit der Wahl ihres Vaters zum König Mindaugas II. von Litauen galt sie vom 11. Juli 1918 bis zur Novemberrevolution als zukünftige Prinzessin dieses Landes.
Im Jahr 1921 heiratete sie standesamtlich am 31. März in Stuttgart und kirchlich am 5. April in Tegernsee Prinz Karl Aloys von und zu Liechtenstein (1878–1955), einen Sohn von Alfred und Henriette von und zu Liechtenstein. Prinz Karl Aloys war vor dem Ende der Monarchie in Österreich-Ungarn kaiserlich-königlicher Rittmeister und von 1918 bis 1920 provisorischer Landesverweser des Fürstentums Liechtenstein, was der Funktion des Regierungschefs entsprach. Am 5. April 1921 wurde in Tegernsee die kirchliche Hochzeit vollzogen. Sie hatten vier Kinder:
- Wilhelm (1922–2006)
- Maria Josepha (1923–2005)
- Franziska (1930–2006)
- Wolfgang (* 1934)

Ihre letzte Ruhe fand sie in der fürstlichen Gruft in Vaduz.